# Драмарда
Драмарда (Драмардах; англ. Drumardagh; ирл. Droim Ardagh) — деревня в Ирландии, находится в графстве Донегол (провинция Ольстер).